# Tsebona macrantha
Tsebona macrantha – gatunek rośliny należący do rodziny sączyńcowatych, jedyny przedstawiciel monotypowego rodzaju Tsebona Capuron
1962. Jest endemitem Madagaskaru.